# 齊藤曜
齊藤 曜（さいとう よう、1985年1月26日 - ）は、日本の男性総合格闘家。宮城県塩竈市出身。和術慧舟會トイカツ道場所属。

## 来歴
2007年12月22日にパンクラス フェザー級プロ昇格トーナメント 決勝戦が予定されていたが、対戦相手の佐藤将光の負傷欠場による不戦勝で優勝となり、プロ昇格を決めた。
2009年8月8日、パンクラス 第15回ネオブラッド・トーナメント フェザー級 決勝戦で内山重行と対戦し、判定負けを喫し準優勝となった。
2010年12月18日、2010年度修斗新人王決定トーナメント ライト級（-65kg） 決勝戦で佐々木憂流迦と対戦し、判定負けを喫し準優勝となった。
2014年2月2日、PANCRASE 256のバンタム級キング・オブ・パンクラス タイトルマッチで王者の石渡伸太郎に挑戦し、判定負けを喫し王座獲得に失敗した。
2014年9月13日、TTF CHALLENGE 02で岡田遼と対戦し、判定負けを喫した。
2015年11月22日、ZST.49でZST初代バンタム級元王者・藤原敬典と対戦し判定勝ち。
2018年1月28日、修斗で現役修斗世界バンタム級王者・佐藤将光とノンタイトル戦で対戦し判定勝ち。
2018年11月17日、修斗世界バンタム級チャンピオンシップで王者の佐藤将光と再戦し、4RパウンドによるKO負けで王座獲得に失敗した。

## 人物・エピソード
フロントチョークを得意とし、それに由来するTheギロチンというリングネームを一時期使用していた。なお、姓の「齊」の字の表記が異なることがあるが、旧字体の「齊」が正しい。

## 戦績

### プロ総合格闘技
| 総合格闘技 戦績 | 総合格闘技 戦績 | 総合格闘技 戦績 | 総合格闘技 戦績 | 総合格闘技 戦績 | 総合格闘技 戦績 | 総合格闘技 戦績 |
| --------------- | --------------- | --------------- | --------------- | --------------- | --------------- | --------------- |
| 35 試合         | (T)KO           | 一本            | 判定            | その他          | 引き分け        | 無効試合        |
| 18 勝           | 0               | 9               | 9               | 0               | 3               | 0               |
| 14 敗           | 5               | 1               | 8               | 0               | 3               | 0               |

| 勝敗 | 対戦相手             | 試合結果                                 | 大会名 | 開催年月日     |
| ×    | 加藤ケンジ           | 3R 1:51 KO                               | 修斗 サステイン主催興行 新宿大会                                                                             | 2019年12月22日 |
| ×    | 佐藤将光             | 4R 3:26 KO（グラウンドパンチ）           | 修斗 後楽園ホール大会 【修斗世界バンタム級チャンピオンシップ】                                               | 2018年11月17日 |
| ×    | 平川智也             | 1R 2:31 KO                               | 修斗 カルッツかわさき大会                                                                                    | 2018年5月13日  |
| ○    | 佐藤将光             | 5分3R終了 判定3-0                        | 修斗 後楽園ホール大会                                                                                        | 2018年1月28日  |
| ○    | 一條貴洋             | 1R 2:16 ギロチンチョーク                 | SHOOTO GRANZ & SLEDGE 2017 郡山大会                                                                          | 2017年11月12日 |
| ○    | チャオ・ヤーフェイ   | 5分3R終了 判定3-0                        | 武林籠中対.14                                                                                                | 2017年5月20日  |
| ○    | エダ“塾長”こうすけ   | 5分3R終了 判定3-0                        | DEEP OSAKA IMPACT 2017                                                                                       | 2017年3月20日  |
| △    | ハシャーンフヒト     | 5分3R終了 判定1-1                        | DEEP NAGOYA IMPACT公武堂ファイト                                                                             | 2016年10月2日  |
| ×    | 城田和秀             | 5分2R終了 判定0-2                        | DEEP 77 IMPACT                                                                                               | 2016年8月27日  |
| ×    | 北田俊亮             | 2R 3:41 ギロチンチョーク                 | DEEP 75 IMPACT 〜DEEP15周年大会〜                                                                            | 2016年2月27日  |
| ○    | 藤原敬典             | 5分3R終了 判定2-0                        | ZST.49 -旗揚げ13周年記念大会-                                                                                | 2015年11月22日 |
| ×    | コンボイ升水         | 1R 0:11 TKO（左フック→グラウンドパンチ） | PANCRASE 264                                                                                                 | 2015年2月1日   |
| ○    | 遠藤大翼             | 5分2R終了 判定3-0                        | DEEP 69 IMPACT                                                                                               | 2014年10月26日 |
| ×    | 岡田遼               | 5分3R終了 判定1-2                        | TTF CHALLENGE 02                                                                                             | 2014年9月13日  |
| ○    | 藤井伸樹             | 3分3R終了 判定3-0                        | PANCRASE 258                                                                                                 | 2014年5月11日  |
| ×    | 石渡伸太郎           | 5分3R終了 判定0-3                        | PANCRASE 256 【バンタム級キング・オブ・パンクラス タイトルマッチ】                                           | 2014年2月2日   |
| ○    | 山内慎人             | 2R 3:36 ギロチンチョーク                 | PANCRASE 253                                                                                                 | 2013年11月3日  |
| ○    | ライダーHIRO         | 5分2R終了 判定3-0                        | PANCRASE 251                                                                                                 | 2013年9月7日   |
| ○    | 三ツ塚勇介           | 1R 2:37 ギロチンチョーク                 | PANCRASE 248                                                                                                 | 2013年6月30日  |
| ○    | 竹縄“狂犬”元博       | 1R 3:36 スリーパーホールド               | 修斗 | 2013年1月20日  |
| ○    | アン・サンズ         | 1R 0:51 腕ひしぎ十字固め                 | GLADIATOR 49                                                                                                 | 2012年12月16日 |
| △    | 鷹島大樹             | 5分2R終了 判定0-1                        | 修斗SHOOTING DISCO 19 〜REBORN〜                                                                             | 2012年10月7日  |
| ×    | ガイ・デルモ         | 1R 0:21 TKO（スラム→グラウンドパンチ）   | PANCRASE 2012 PROGRESS TOUR                                                                                  | 2012年6月2日   |
| ×    | 田中半蔵             | 5分3R終了 判定0-3                        | 修斗 SHOOTING DISCO 17 〜GET WILD〜                                                                          | 2012年2月25日  |
| ○    | 竹内稔               | 2R 4:28 ギロチンチョーク                 | 修斗 SHOOTO GIG TOKYO Vol.8                                                                                  | 2012年1月21日  |
| △    | ジャックナイフツネオ | 5分2R終了 判定0-1                        | 修斗 SPIRIT AOMORI                                                                                           | 2011年11月27日 |
| ○    | 佐藤宗幸             | 1R 0:41 ギロチンチョーク                 | 東日本大震災復興チャリティー格闘技イベント“STAND UP”                                                         | 2011年8月27日  |
| ×    | 中村謙作             | 5分2R終了 判定0-2                        | PANCRASE 2011 IMPRESSIVE TOUR                                                                                | 2011年7月23日  |
| ×    | 佐々木憂流迦         | 5分2R終了 判定0-3                        | 修斗 THE ROOKIE TOURNAMENT 10 FINAL 【2010年度新人王決定トーナメント ライト級 決勝】                         | 2010年12月18日 |
| ○    | 中村好史             | 5分2R終了 判定2-0                        | 修斗 The Way of SHOOTO 05 〜Like a Tiger, Like a Dragon〜 【2010年度新人王決定トーナメント ライト級 準決勝】 | 2010年9月23日  |
| ○    | 金田一孝介           | 5分2R終了 判定3-0                        | 修斗 SPIRIT 2010 Summer 【2010年度新人王決定トーナメント ライト級 2回戦】                                    | 2010年6月27日  |
| ○    | くわい“D”郁矢        | 1R 3:58 フロントチョーク                 | 修斗 SPIRIT 2010 Spring 【2010年度新人王決定トーナメント ライト級 1回戦】                                    | 2010年3月7日   |
| ×    | 内山重行             | 5分2R終了 判定0-3                        | PANCRASE 2009 CHANGING TOUR 【第15回ネオブラッド・トーナメン フェザー級 決勝】                               | 2009年8月8日   |
| ○    | 田中康友             | 1R 1:20 TKO（フロントチョーク）          | PANCRASE 2009 CHANGING TOUR 【第15回ネオブラッド・トーナメン フェザー級 準決勝】                             | 2009年6月7日   |
| ×    | 田中康友             | 5分1R終了 判定0-2                        | PANCRASE 2008 SHINING TOUR 【第14回ネオブラッド・トーナメント フェザー級 1回戦】                             | 2008年3月23日  |

### アマチュア総合格闘技
| 勝敗 | 対戦相手   | 試合結果                   | 大会名                                                                               | 開催年月日     |
| ○    | 本田智昭   | 1R 3:51 チョークスリーパー | PANCRASE 2007 RISING TOUR 【フェザー級プロ昇格トーナメント 準決勝】                  | 2007年11月28日 |
| ○    | 廣瀬勲     | 5分2R終了 判定3-0          | PANCRASE 2007 RISING TOUR 【フェザー級プロ昇格トーナメント 1回戦】                   | 2007年10月14日 |
| △    | 佐々木亮太 | 5分2R終了 時間切れ         | PANCRASE 2007 RISING TOUR 【パンクラスゲート】                                       | 2007年7月27日  |
| ×    | 松尾剛     | 5分1R終了 判定0-2          | PANCRASE 2006 BLOW TOUR 【第12回ネオブラ予選トーナメント フェザー級 Aブロック1回戦】 | 2006年2月19日  |
| ×    | 裕希斗     | 2R 3:33 KO（ハイキック）   | PANCRASE 2005 SPIRAL TOUR 【パンクラスゲート】                                       | 2005年10月2日  |

## 獲得タイトル
- パンクラスプロ昇格トーナメント フェザー級 優勝（2007年）
- 第10回 パンクラス プロ・アマ オープン キャッチレスリング トーナメント 70kg未満級 優勝（2012年）
- DNGT ALL JAPAN CUP 04 エキスパートフェザー級 優勝（2015年）